# Heliaster solaris
Heliaster solaris ist ein vermutlich ausgestorbener Seestern, der in den Gewässern vor der Galápagos-Insel Española vorkam.

## Merkmale
Heliaster solaris hatte 22 bis 24 zylindrische und längliche mehr oder weniger deutlich gebänderte Arme, die zum Ende hin verjüngt waren. Sie waren ein Drittel länger als der Körperdurchmesser. Die dorsalen Stachelreihen waren länger und mehr zusammengedrückt als die ventralen. Die Stacheln, die Pedicellarien und die Madreporenplatte waren hellgelblich.

## Aussterben
Heliaster solaris verschwand nach 1983, als die Gewässertemperatur vor den Galápagos-Inseln bedingt durch das El-Niño-Phänomen anstieg.

## Systematik
Diese Art wurde zuerst 1840 von John Edward Gray als Asterias multiradiata und später als Heliaster multiradiatus in den Annals and Magazine of Natural History erwähnt. Da Carl von Linné den Namen Asterias multiradiata (gegenwärtiger gültiger Name: Capillaster multiradiata) bereits im Jahr 1758 verwendet hatte, wurde Grays Taxonname zum ungültigen Homonym. 1920 veröffentlichte Austin Hobart Clark den Ersatznamen Heliaster solaris.